# Drátosklo

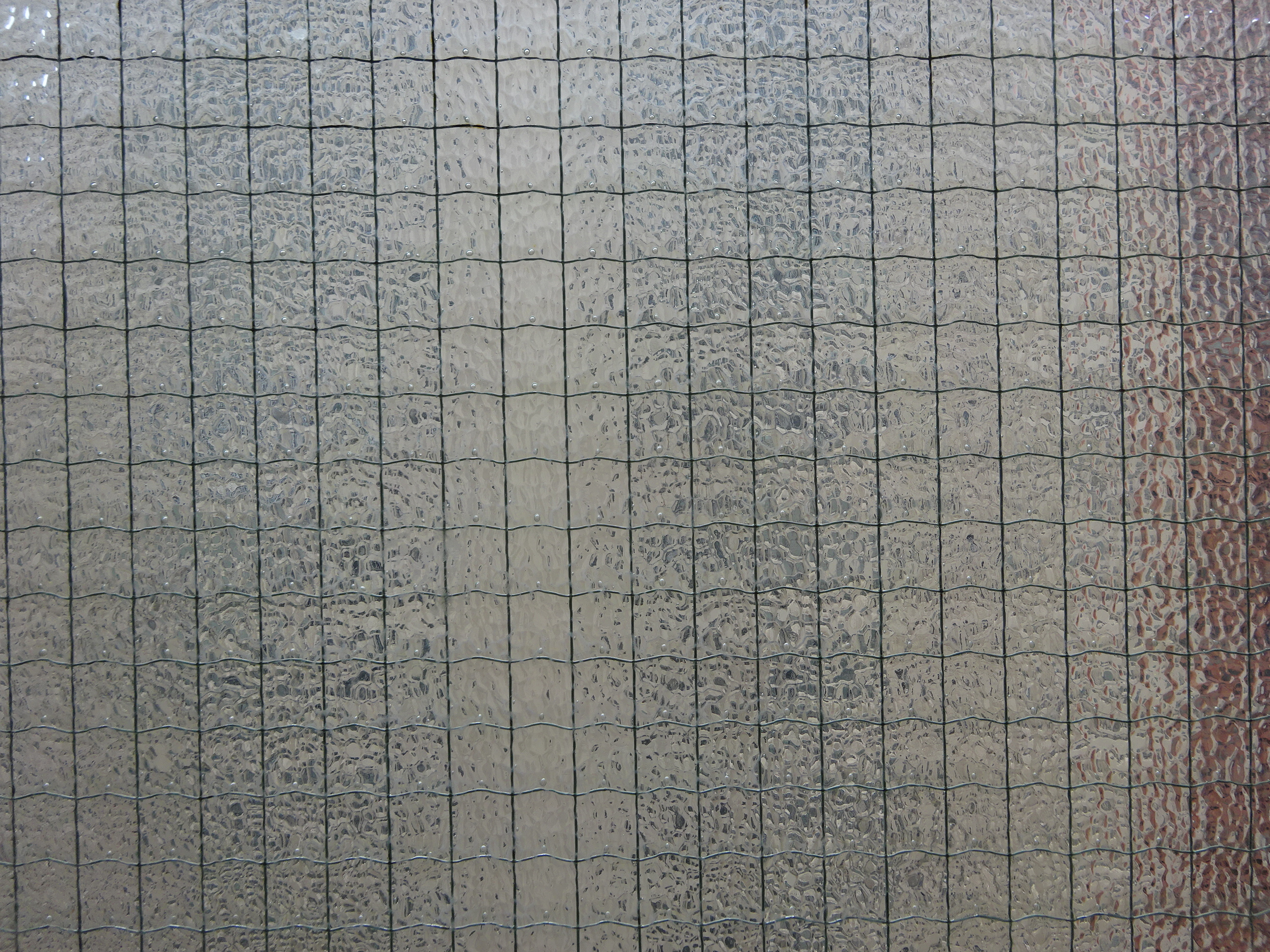
Drátosklo

Drátosklo nebo i drátěné sklo je válcované ploché sklo se zalisovanou drátěnou vložkou. Jde o speciální úpravu plochého skla, kdy je do válcovaného materiálu za tepla zalisována drátěná síťka, která zvyšuje jeho mechanickou pevnost, celistvost a stabilitu, zlepšuje i jeho tříštitelnost a zlepšuje i požární odolnost staveb. Jde o bezpečnostní sklo tzv. první generace. Drátosklo vynalezl Frank Shuman.[zdroj⁠?!]
Používá se například při zasklívání střešních oken, přístřešků u zastávek MHD, střech, zábradlí, dveří a výtahů.
Sklo může být vyrobeno buďto jako hladké nebo jednostranně či oboustranně vzorované. Drátoskla je možné brousit, leštit i vrtat.

## Bezpečnostní drátosklo
Vzhledem k tomu, že při lisování drátěné vložky do roztaveného skla obvykle vzniká mnoho výrobních vad (zejména bublinek), které snižují jeho mechanickou odolnost, nové typy stavebních drátoskel mohou být slepena ze dvou a více vrstev (klasické vrstvené bezpečnostní sklo), do které je vložena drátěná vložka, která zde není zalisována, ale zalepena.

## Drátoskla s fólií
Mechanickou odolnost drátoskla lze také zvýšit, obdobně jako u plochého skla, přidáním bezpečnostní fólie.